# Kambro-Ordovizisches Massenaussterben
Das Kambro-Ordovizische Massenaussterben, Englisch Cambrian-Ordovician extinction event oder auch Top of Cambrian excursion, abgekürzt TOCE, ereignete sich vor rund 488 Millionen Jahren BP am Ende des Kambriums. Diesem Massenaussterben im frühen Phanerozoikum fielen viele Brachiopoden-, Conodonten sowie Radiolariengattungen zum Opfer und auch die Zahl der Trilobitentaxa reduzierte sich drastisch.

## Historischer Rahmen

Aussterbequoten im Verlauf der letzten 542 Millionen Jahre. Dargestellt ist der prozentuale Schwund an Gattungen meeresbewohnender, fossil gut erhaltungsfähiger Organismen an den Grenzen der geologischen Zeitabschnitte. Die stärksten Ausschläge markieren jene Ereignisse, die gemeinhin als Massenaussterben gelten.

Vorausgegangen waren das schlechter dokumentierte Massenaussterben am Ende des Botomiums vor rund 517 Millionen Jahren BP (Endbotomisches Massenaussterben) sowie das Massenaussterben des Dresbachiums vor 502 Millionen Jahren BP.
Das Kambro-Ordovizische Massenaussterben beendete das Kambrium und leitete zur paläozoischen Periode des Ordoviziums über.

## Auswirkungen auf die Biodiversität
Lauren Pouille und Kollegen (2011) vermitteln in ihrer Studie über Radiolarien aus der Cow Head Group von Neufundland ein gutes Bild über die Auswirkungen des Ereignisses an der Obergrenze der noch nicht designierten Stufe 10 des Kambriums. Die Auswirkungen waren selektive Extinktionen und Faunenwechsel auf Gattungsniveau, abnehmende Artenvielfalt, Artenaussterben, aber auch Artendiversifikation innerhalb der untersuchten Radiolarien. Von 19 angetroffenen Taxa verschwanden 12, d. h. ein Artenverlust von 63 %. Vollständig verschwanden drei Gattungen, darunter Ramuspiculum, Subechidnina und Grosmorneus. Innerhalb der Gattung Echidnina verschwanden allein drei von fünf Taxa, d. h. 60 % starben aus. Erst im Tremadocium traten dann neben den Durchläufern wieder 8 neue Taxa auf.

## Kohlenstoff-Isotopenexkursion
Das Kambro-Ordovizische Massenaussterben wurde von einer deutlichen negativen Exkursion der δ13C-Werte begleitet, die von +1 auf −4 ‰ PDB zurückgingen.

## Ursachen
Zur Erklärung der Ursachen des Massenaussterbens bestehen mehrere Theorien, darunter:
- Annahme einer starken Abkühlung des Klimas bzw. Einsetzen einer globalen Kaltzeit
- Anoxische Verhältnisse im Weltmeer
- Katastrophaler Flutbasaltvulkanismus einer Magmatischen Großprovinz, in diesem Fall ausgelöst durch die Magmatische Großprovinz von Kalkarindji in Westaustralien.[3]